# Kahlotus (Washington)
Kahlotus  es un lugar designado por el censo ubicado en el condado de Franklin en el estado estadounidense de Washington. En el año 2000 tenía una población de 214 habitantes y una densidad poblacional de 202,0 personas por km².

## Geografía
Kahlotus se encuentra ubicado en las coordenadas 46°38′42″N 118°33′18″O / 46.64500, -118.55500.

## Demografía
Según la Oficina del Censo en 2000 los ingresos medios por hogar en la localidad eran de $38.750, y los ingresos medios por familia eran $38.958. Los hombres tenían unos ingresos medios de $31.786 frente a los $25.179 para las mujeres. La renta per cápita para la localidad era de $16.617. Alrededor del 19,3% de la población estaban por debajo del umbral de pobreza.